# Carrie Snodgress
Carrie Snodgress (Park Ridge, 27 ottobre 1945 – Los Angeles, 1º aprile 2004) è stata un'attrice statunitense.
Nel 1971 vinse il Golden Globe per la migliore attrice in un film commedia o musicale ed il Golden Globe per la migliore attrice debuttante per la sua interpretazione nel film Diario di una casalinga inquieta.

## Biografia
Di origini scozzesi, Carrie Snodgress frequentò la Northern Illinois University prima di dedicarsi alla recitazione, e si formò sul palcoscenico alla Goodman School of Drama, a Chicago. Dopo diverse apparizioni televisive minori, nel 1969 fece il suo debutto cinematografico con un breve ruolo non accreditato in Easy Rider - Libertà e paura, seguito l'anno successivo da una parte più consistente in Coniglio, non scappare (1970). L'affermazione definitiva giunse con il ruolo di Tina Balser nel film Diario di una casalinga inquieta (1970), che le valse una candidatura all'Oscar alla miglior attrice e la conquista di due Golden Globe, uno come migliore attrice in una commedia o in un musical uno come nuova stella dell'anno.
Dal 1971 al 1974 fu sentimentalmente legata al cantautore canadese Neil Young, dal quale ebbe un figlio di nome Zeke. In quel periodo fu lontana dalle scene per dedicarsi alla famiglia, e fece ritorno sul set nel 1978 per recitare nella pellicola Fury di Brian De Palma e in alcuni film per la televisione. Nel 1981 esordì a Broadway nella pièce A Coupla White Chicks Sitting Around Talking, e in seguito apparve in altre opere teatrali come All the Way Home, Cesare e Cleopatra, Il Tartuffo, Il balcone, tutti andati in scena al Goodman Theatre di Chicago. Sul grande schermò lavorò ancora con importanti registi come John G. Avildsen in Nudi in paradiso (1983) e Otto secondi di gloria (1994), J. Lee Thompson in La legge di Murphy (1986), Clint Eastwood nel western Il cavaliere pallido (1985), e Tony Richardson in Blue Sky (1994). L'attrice morì a Los Angeles nel 2004, all'età di 58 anni, per insufficienza cardiaca, mentre era in attesa di un trapianto di fegato. 

## Filmografia parziale

### Cinema
- Diario di una casalinga inquieta (Diary of a Mad Housewife), regia di Frank Perry (1970)
- Coniglio, non scappare (Rabbit Run), regia di Jack Smight (1970)
- Fury, regia di Brian De Palma (1978)
- Terrore in cima alle scale (The Attic), regia di George Edwards (1980)
- Trick or treats, regia di Gary Graver (1982)
- Nudi in paradiso (A Night in Heaven), regia di John G. Avildsen (1983)
- Il cavaliere pallido (Pale Rider), regia di Clint Eastwood (1985)
- La legge di Murphy (Murphy's Law), regia di J. Lee Thompson (1986)
- Una pista per due (Across the Tracks), regia di Sandy Tung (1990)
- Otto secondi di gloria (8 Seconds), regia di John G. Avildsen (1994)
- Blue Sky, regia di Tony Richardson (1994)
- Il rovescio della medaglia (White Man's Burden), regia di Desmond Nakano (1995)
- Sex Crimes - Giochi pericolosi (Wild Things), regia di John McNaughton (1998)
- Ed Gein - Il macellaio di Plainfield (In the Light of the Moon), regia di Chuck Parello (2001)

### Televisione
- Il virginiano (The Virginian) – serie TV, episodio 7x17 (1969)
- The Outsider – serie TV, episodio 1x20 (1969)
- Autostop per il cielo (Highway to Heaven) – serie TV, episodio 1x03 (1984)
- La signora in giallo (Murder, She Wrote) – serie TV, episodio 2x18 (1986)
- X-Files (The X-Files) – serie TV, episodio 1x04 (1993)
- West Wing - Tutti gli uomini del Presidente (The West Wing) – serie TV, episodio 4x17 (2003)

## Doppiatrici italiane
- Ada Maria Serra Zanetti in Diario di una casalinga inquieta
- Rita Savagnone in Fury
- Paola Mannoni in Il cavaliere pallido
- Anna Miserocchi in La legge di Murphy
- Tiziana Avarista in Blue Sky
- Fabrizia Castagnoli in Ed Gein - Il macellaio di Plainfield

## Riconoscimenti
Premi Oscar 1971 – Candidatura all'Oscar alla miglior attrice per Diario di una casalinga inquieta